# テオドル・コスケンニエミ
テオドル・コスケンニエミ（Fredrik Teodor Koskenniemi、1887年11月5日 – 1965年3月15日）は、フィンランドの陸上競技選手である。 彼は、1920年に開催されたアントワープオリンピックのクロスカントリー団体 競技で金メダルを獲得した。

## 経歴
コスケンニエミは、このオリンピックで5000メートル走、クロスカントリー個人と団体の3競技に出場している。5000メートル走では、決勝で15分17秒0の自己ベストを出したものの4位となってメダルに手が届かなかった。
クロスカントリー個人では、27分57秒2で6位に入り、1位になったパーヴォ・ヌルミ、3位に入ったヘイッキ・リーマタイネンの順位とあわせて10得点でフィンランド代表チームが団体1位となり、21得点のイギリス代表チームや23得点のスウェーデン代表チームを抑えて金メダルを獲得した。